# Moment încovoietor

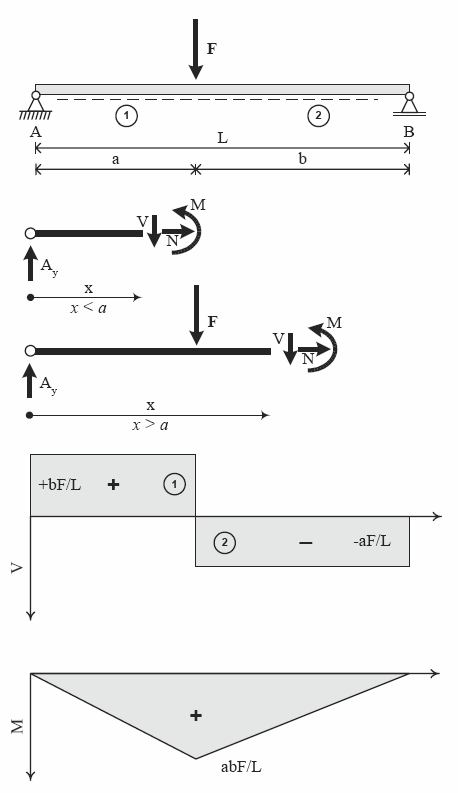
Schema unei grinzi orizontale încărcate cu o forță concentrată verticală (F), convenția semnelor pentru moment (M) și forța tăietoare (V), și diagramele tensiunilor date de acestea (reprezentate în convenția europeană, care diferă de cea anglo-saxonă)

În mecanica solidului și rezistența materialelor un moment încovoietor este reacțiunea indusă într-un element structural atunci când o forță sau un moment este aplicat elementului, determinând ca elementul să se încovoaie. Cel mai comun element structural supus momentelor încovoietoare este grinda. Imaginea de alături prezintă o grindă rezemată la ambele capete (liberă să se rotească la capete, prin urmare lipsită de sarcini sub formă de momente încovoietoare). Capetele pot reacționa numai la forțele tăietoare. Alte grinzi pot avea ambele capete fixe (cunoscute sub numele de grindă încastrată) la care în fiecare reazem de la capete apar atât reacțiuni sub formă de forțe tăietoare, cât și ca momente încovoietoare. Grinzile pot avea, de asemenea, un capăt încastrat și celălalt rezemat. Cel mai simplu tip de grindă este cel în consolă, care este încastrată la un capăt și este liberă la celălalt capăt (care nu este nici rezemat, nici încastrat). În realitate, reazemele grinzilor nu sunt nici absolut rigide, nici absolut libere la rotație.
Reacțiunile interne într-o secțiune transversală a elementului structural pot fi reduse la forța și momentul rezultante. Pentru echilibru, momentul creat de forțele/momentele externe trebuie echilibrat de momentul indus de tensiunile interne. Momentul intern rezultat se numește „momentul încovoietor” în timp ce forța internă rezultantă este, convențional, descompusă în componenta coplanară cu secțiunea („forța tăietoare”, transversală pe axa elementului) și componenta perpendiculară pe secțiune („forța normală” sau „forță axială”, de-a lungul axei elementului).
Momentul încovoietor într-o secțiune printr-un element structural poate fi definit ca suma momentelor în acea secțiune a tuturor forțelor și momentelor externe care acționează pe o parte a acelei secțiuni. Forțele și momentele de ambele părți ale secțiunii trebuie să fie egale pentru a se contracara și pentru a menține o stare de echilibru, ca urmare va rezulta același moment încovoietor din însumarea momentelor de pe oricare parte a secțiunii. Aceasta permite alegerea părții secțiunii unde acestea se pot stabili cel mai simplu. 
Momentele se definesc prin forța înmulțită cu brațul ei, astfel că ele se exprimă în newton metri (N•m). 
Conceptul de moment încovoietor este foarte important în inginerie (în special în ingineria civilă și cea mecanică) și în fizică.

## Descrierea fenomenelor
Tensiunile de întindere și compresiune cresc proporțional cu momentul încovoietor, dar depind și de momentul de inerție axial al secțiunii transversale a grinzii (adică de forma secțiunii, cum ar fi un cerc, pătrat sau profil „I”, care sunt forme structurale comune). Ruperea la încovoiere va apărea atunci când momentul încovoietor este suficient de mare pentru a induce tensiuni de întindere/compresiune mai mari decât limita de rezistență la rupere a materialului pe întreaga secțiune transversală. Este posibil ca ruperea unui element structural în urma forfecării să apară înainte de ruperea la încovoiere, însă mecanica ruperii la forfecare diferă de cea în urma încovoierii.
Momentele sunt calculate prin înmulțirea vectorilor forțelor (încărcărilor sau reacțiunilor) externe cu distanța (vectorială) la care sunt aplicate. Este necesară o convenție a semnelor forțelor și momentelor, convenția europeană fiind cea din imagine. Când se analizează un întreg element, este rezonabil să se calculeze momentele la ambele capete ale elementului, la începutul, mijlocul și sfârșitul oricăror sarcini uniform distribuite și în dreptul oricărei sarcini concentrate. Bineînțeles, orice „articulație” din cadrul unei structuri permite rotația liberă, ca urmare în aceste locuri momentul încovoietor este nul deoarece nu există nicio modalitate de a-l transmite prin articulație.
Valorile critice din grindă sunt cel mai frecvent analizate folosind o diagramă a momentului încovoietor (v. imaginea), unde momentele negative sunt reprezentate la scară deasupra unei linii orizontale iar cele pozitive dedesubt. Momentul încovoietor variază liniar pe secțiunile în care nu există încărcări și parabolic pe secțiunile cu încărcări uniform distribuite.